# Tartus (dystrykt)
Tartus – jedna z 5 jednostek administracyjnych drugiego rzędu (dystrykt) muhafazy Tartus w Syrii.
W 2004 roku dystrykt zamieszkiwało 283 571 osób.